# Utricularia benthamii
Utricularia benthamii är en tätörtsväxtart som beskrevs av Peter Geoffrey Taylor. Utricularia benthamii ingår i släktet bläddror, och familjen tätörtsväxter. Inga underarter finns listade i Catalogue of Life.